# Pure Earth
Pure Earth, grundlagt i 1999 som Blacksmith Institute, er en organisation hvis formål er at løse forureningsproblemer med risiko for at påvirke menneskers sundhed i lav- og mellemindkomstlande. Organisationen blev grundlagt af formanden Richard Fuller. Organisationen driver flere projekter i Ghana, Zambia, Kina, Mongoliet, Aserbajdsjan, Armenien, Tadsjikistan, Mexico, Peru, Indien, Filippinerne och Indonesien i begyndelsen af 2016.
I 2011 blev Pure Earth (da som Blacksmith Institute) tildelt Green Star Award, en miljøpris indstiftet af FN og Green Cross International.

## Enksterne henvisninger
- Pure Earths hjemmeside (engelsk)